# ラフ民主同盟
ラフ民主同盟 (ラフみんしゅどうめい、ビルマ語: လားဟူဒီမိုကရက်တစ်အစည်းအရုံး、英語: Lahu Democratic Union、略称 LDU) は、ミャンマーの政治・武装組織である。2018年2月13日、ミャンマー政府との全国停戦合意に署名した。ビルマ統一民族連邦評議会に加盟した組織のひとつであり、フェデラル連邦軍にも参画した。2021年ミャンマークーデター後に2つの派閥に分裂し、ジャ・ソロモン（Kyar Solomon）はミャンマー軍と連携している。

## 歴史

### 前史
パヤー（ラフ族の政治・宗教の長）のプージャンロンはシャン民族主義者の反乱軍ヌームスクハーンがラフ族の村人を虐待したことを受けてアニミストのラフ族を結集した。プージャンロンは「神の救世主」としてラフ族に崇拝された。チャイントン全域でシャン族反乱軍とラフ族が衝突するようになり、ミャンマー軍はラフ族を支援した。1964年、クン・チャー・ヌ指揮下のシャン州軍縦隊がラフ族の主要な首長を捕えたのち、彼の部下と武器、アヘンを返還したことで民族間抗争は落ち着いた。プージャンロンはミャンマー軍傘下の民兵組織である防衛隊（Ka Kwe Ye: KKY）を率いていたが、ネ・ウィン政権によるKKY解体政策を受けて1972年末に反乱軍となった。1973年2月、プージャンロンはシャン州軍の支援を受けてラフ民族統一党/ラフ州軍（Lahu National United Party/Lahu State Army: LNUP/LSA）を設立した。1976年にLNUPは民族民主戦線（NDF）に加盟し、国民党軍とシャン州軍と協力していた。1980年にプージャンロンが死亡し、その後を仏教徒である息子のジャウーが指導者の座を継いだ。
ジャウーは中国人密売人の助けを借りて、ファーンの北西に位置するタイ・ミャンマー国境のドイランをカジノの街へと変えた。ドイランは1977年にタイの刑務所から脱獄したラオスー（老蘇）が運営する賭博場とヘロイン精製所が立ち並んでいた。しかしながら、これらは1981年のミャンマー軍の奇襲攻撃により焼き払われた。
1977年にプージャンロンがパンサンに派遣していたアビ中尉と70人の兵士が、ビルマ共産党兵士と共にタイ・ミャンマー国境に戻ると、アビ中尉はジャウーとは別に独自のキャンプを設置した。この分裂は結果的にクン・サを利した。1982年1月にタイのバン・ヒンテークから追放されたクン・サのシャン連合軍は、同年8月にドイランを攻撃した。数の上で劣勢であったアビの部隊は5人が死亡、7人が負傷し、ジャウーと200人のLNUP/LSA残党はモンナ村に撤退した。そして、彼らはアビに味方したラオスーを殺害した。その後の1984年1月、LNUP/LSAはミャンマー軍のモントン基地で政府に投降した。LNUP/LSAはミャンマー軍傘下の人民民兵隊（ビルマ語: ပြည်သူ့စစ်）へと再編された。
1985年8月、ジャウーは地下活動に転じ、ラフ民族機構/軍（Lahu National Organisation/Army: LNO/A）を結成した。同組織は1987年にNDFに加盟し、NDF中央軍区のカレンニー民族進歩党とパオ民族機構による軍事訓練を受けた。LNO/Aはチエンダオの西のタイ・ミャンマー国境に位置するモンナーに拠点を構えた。しかしながら、メーホンソンの反対側にあるカレンニー反乱勢力に所属する名ばかりの部隊以外、ミャンマー国内には部隊は存在しなかったとされる。
一方で、アビの部隊はビルマ共産党第6旅団の支援を受けてシャン州南東部のラフ族の村で組織化を行った。CPBが拠点を築き、ラフ族難民が山や森に逃げ込むの防ぐために、ミャンマー軍はチャイントン周辺のモンサッ及びCPB基地周辺のラフ族の村を破壊した。アビは1985年にロイカムの近くのナバンコー村でミャンマー軍情報部（MIS）とシャン連合軍（SUA）の工作員により殺害されたとされる。アビの死後、配下のラフ族部隊はロイレム出身のインド系シャン族の混血であるテインミンにより指揮され、その後はCPBに引き継がれた。1989年の反乱のピーク時は、CPBの数百人のラフ族部隊とワ族部隊はドイランの麓にあるモン・タイ軍の陣地の近くまで押し寄せていた。CPBがドイランの近くに拠点を構えたことはジャウーらLNO幹部を怒らせる原因となった。
1997年、LNOはラフ民族戦線（Lahu Democratic Front: LDF）に改称した。2000年にジャウーはタイ・チエンマイ市内で死去した。

### LDU結成後
2008年4月に開催されたラフ民族大会においてLDFが改称し、ラフ民主同盟（LDU）が誕生した。ビルマ統一民族連邦評議会（UNFC）の一員であったLDUは、テインセイン政権時代に和平プロセスに参加したが、NCA署名時には武装組織ではないという扱いを受けた。NLD政権時代、LDUは政府と協議を続け、2018年2月13日にNCAに署名した。
2022年4月22日、軍事政権による和平交渉の招待をめぐってLDU内で意見の相違が生じた。2022年7月27日から28日にかけて、LDUは中央委員会を開催し、ジャ・ソロモン書記長を新議長に任命した。ジャ・ソロモン率いる新LDUは、PPST（平和プロセス主導チーム）会議への参加を継続し、軍事政権との交渉を行なっている。一方で、議長のジャハーは2022年7月8日に声明を発表し、ジャ・ソロモンとその一派はLDUから追放されたと述べた。また、8月22日には、軍事政権と面会したジャ・ソロモンらはLDUを代表していないと発表した。2023年1月10日、LDU議長のジャハーは、ラフ革命50周年記念式典で「ミャンマーがフェデラル連邦制を樹立するまで、LDUは同じ目標を持つ民族革命組織（ERO）や社会組織と連携して戦う」と述べた。なお、両派閥ともタイに拠点を置いており、軍隊を持たないとされる。しかしながら、ジャハーとジャクンサの派閥はタイ・ミャンマー国境で訓練と武装を行っている模様である。

### 中国語文献
- 鐘智翔; 李晨陽 (2004). 緬甸武装力量研究. 北京: 軍事誼文出版社. ISBN 9787801502834

### 英語文献
- Lintner, Bertil (1999). Burma in Revolt: Opium and Insurgency since 1948. Chiang Mai: Silkworm. ISBN 9789747100785
- Smith, Martin (1999). Burma: Insurgency and the Politics of Ethnicity. Dhaka: University Press. ISBN 9781856496605
- Tzang Yawnghwe (2010). The Shan of Burma: Memoirs of a Shan Exile. Singapore: Institute of Southeast Asian Studies. ISBN 9789812306012